# فرودگاه بین‌المللی آتن
فرودگاه بین‌المللی آتن (یونانی: Διεθνής Αερολιμένας Αθηνών "Ελευθέριος Βενιζέλος"، Diethnís Aeroliménas Athinón "Elefthérios Venizélos") یک فرودگاه همگانی مسافربری با کد یاتا ATH است که یک باند فرود آسفالت دارد و طول باند آن ۴۰۰۰ متر است. این فرودگاه در کشور یونان قرار دارد و در ارتفاع ۹۴ متری از سطح دریا واقع شده‌است.
فرودگاه آتن در ۲۹ مارس ۲۰۰۱ میلادی آغاز به کار کرد و فرودگاه مسافربری اصلی در شهر آتن و منطقهٔ آتیک محسوب می‌شود که پررفت‌وآمدترین فرودگاه در کشور یونان و ۳۱مین فرودگاه پررفت‌وآمد در اروپا است.

## آمارها
فرودگاه بین‌المللی آت، پررفت‌وآمدترین فرودگاه کشور یونان است و بر در سال ۲۰۱۴ میلادی نیز ۳۱مین فرودگاه پررفت‌وآمد در اروپا بود که حدود ۱۵٫۲ میلیون مسافر را جابه‌جا کرد.

## شرکت‌های هواپیمایی و مقصدهای پروازی

### مسافری
| شرکت‌های هواپیمایی                       | مقصدهای پروازی |
| --------------------------------------- | --- |
| ایجین ایرلاینز                          | ملکه علیا، اسخیپول آمستردام، بارسلونا-ال پرات، رفیق حریری بیروت، بلگراد نیکولا تسلا، برلین تگل، بروکسل، هنری کواندا، بوداپست فرنک لیست، قاهره، کپنهاگ، دوسلدورف، فرانکفورت، ژنو، هامبورگ، هانوفر، آتاترک، ملک عبدالعزیز، بوریسپیل، کویت، لارناکا، لیسبون پورتلا، هیترو لندن، لیون-سینت اگزوپری، مادرید-باراخاس، منچستر، مارسی پروانس، میلانو مالپنسا، دوموده‌دوو، مونیخ، شارل دوگل پاریس، پراگ رازیون، ملک خالد، لئوناردو دا وینچی-فیومیچینو، صوفیه، استکهلم-آرلاندا، اشتوتگارت، تفلیس، امام خمینی، بن گوریون، مادر ترزای تیرانا، وین، شوپن ورشو، زوارتنوتس، زوریخ فصلی: بیرمنگام، بوردو–مریگناک، دوبلین، دوبروونیک، ادینبرو، هلسینکی، جان پل دوم کراکوف-بالیس، لیل، گاتویک، لوگزامبورگ - فیندل، مالت، نانت آتلانتیک، ناپل، نیس کوت دازور، گالیله، پالکوو، اسپلیت، استراسبورگ، لنارت مری تالین، تولوز-بلانیاک، ونیز مارکو پولو |
| ایجین ایرلاینز اجرا توسط المپیک ایر     | بلگراد نیکولا تسلا، عدنان مندرس، ناپل، صوفیه، مادر ترزای تیرانا فصلی: برج‌العرب، باری، کاتانیا-فونتاناروسا، دوبروونیک، آتاترک، مالت، پودگوریتسا، اسپلیت |
| ایر لینگاس                              | فصلی: دوبلین |
| آئروفلوت                                | شرمتیوو |
| ایربالتیک                               | فصلی: ریگا |
| ایر کانادا روژ                          | فصلی: مونترآل-پییر الیوت ترودو، پیرسون تورنتو |
| ایر چاینا                               | پکن، مونیخ (پایان در ۲۹ سپتامبر ۲۰۱۷) |
| ایر فرانس                               | شارل دوگل پاریس فصلی: مارسی پروانس، نیس کوت دازور، تولوز-بلانیاک |
| ایر لیسور                               | چارتر فصلی: قاهره |
| Air Meditarrannean                      | ابوظبی (آغاز از ۳ ژوئن ۲۰۱۸), محمد پنجم، فرانکفورت (آغاز از ۸ نوامبر ۲۰۱۷), آتاترک، ملک عبدالعزیز، گاتویک فصلی: نجف، لونگی (آغاز از ۱۳ دسامبر ۲۰۱۷) |
| ایر مولداوا                             | فصلی: کیشیناو |
| ایر صربیا                               | بلگراد نیکولا تسلا |
| Air Transat                             | فصلی: مونترآل-پییر الیوت ترودو، پیرسون تورنتو |
| آلیتالیا                                | لئوناردو دا وینچی-فیومیچینو، بن گوریون فصلی: لینیت |
| امریکن ایرلاینز                         | فصلی: فیلادلفیا |
| ای‌اس‌ال ایرلاینز فرانسه                  | چارتر فصلی: لیون-سینت اگزوپری، نانت آتلانتیک، شارل دوگل پاریس، تولوز-بلانیاک |
| آسترا ایرلاینز                          | ملی جزیره کایاس، ملی کاستوریا، ملی کوزانی، موتیلنه، سمس |
| آسترین ایرلاینز                         | وین |
| بلو ایر                                 | لارناکا |
| بریتیش ایرویز                           | هیترو لندن |
| بروکسل ایرلاینز                         | بروکسل |
| بلغاریا ایر                             | صوفیه |
| Cobalt Air                              | لارناکا، پافوس |
| هواپیمایی کرواسی                        | فصلی: دوبروونیک، اسپلیت، زاگرب |
| DART Ukrainian Airlines                 | کیف ژولیانی |
| دلتا ایرلاینز                           | فصلی: جان اف کندی |
| ایزی‌جت                                  | برلین شونفلد، بریستول (آغاز از ۶ نوامبر ۲۰۱۷)، ادینبرو، هامبورگ، گاتویک، منچستر، میلانو مالپنسا (پایان در ۱ نوامبر ۲۰۱۷) فصلی: ناپل، اورلی |
| easyJet Switzerland                     | فصلی: ژنو |
| هواپیمایی مصر                           | قاهره |
| هواپیمایی مصر اجرا توسط اجیپت‌ایر اکسپرس | برج‌العرب، قاهره |
| ال عال                                  | بن گوریون |
| الین‌ایر                                 | هراکلین، سالونیک فصلی: ونوکووا، ملی سادورینی |
| هواپیمایی امارات                        | دوبی، لیبرتی نیوآرک |
| انتر ایر                                | چارتر فصلی: شوپن ورشو |
| هواپیمایی اتحاد                         | ابوظبی |
| یورو وینگز                              | فصلی: دوسلدورف |
| یورو وینگز اجرا توسط جرمن‌وینگز          | فصلی: کلن بن، دوسلدورف، اشتوتگارت |
| فن‌ایر                                   | فصلی: هلسینکی |
| جرمنیا                                  | فصلی: برمن، درسدن (آغاز از ۴ مه ۲۰۱۸)، نورنبرگ |
| گلف ایر                                 | بحرین |
| ایبریا ایرلاین                          | مادرید-باراخاس |
| شرکت هواپیمایی اسرایر                   | فصلی: بن گوریون |
| کاال‌ام                                  | اسخیپول آمستردام |
| لوفت‌هانزا                               | فرانکفورت، مونیخ |
| هواپیمایی خاورمیانه                     | رفیق حریری بیروت |
| نروجین ایر شاتل                         | فصلی: کپنهاگ، هلسینکی، گاردرموئن اسلو، استکهلم-آرلاندا |
| المپیک ایر                              | الکساندروپولیس، سفلوونیا، ملی جزیره کایاس، کورفو، ملی جزیره ایکاریا، ملی یوآنینا، ملی جزیره کارپتاس، کاوالا، جزیره کوس، ملی کیتیرا آیلند، ملی جزیره لروس، ملی جزیره میکناس، موتیلنه، لمنز، Paros، سمس، ملی جزیره اسکیاتوس، اسکایروس آیلد نشنال، زاکینثوس فصلی: کالاماتا، ملی میلوس آیلند، ملی جزیره نکساس، ملی اکتیون، عمومی سیتیا |
| المپیک ایر اجرا توسط ایجین ایرلاینز     | الکساندروپولیس، خانیا، کورفو، هراکلین، ملی یوآنینا، جزیره کوس، ملی جزیره میکناس، موتیلنه، رود، ملی سادورینی، سالونیک چارتر فصلی: سفلوونیا، ملی جزیره اسکیاتوس |
| پگاسوس ایرلاینز                         | صبیحه گوکچن |
| پریمرا ایر                              | فصلی: بیلاند (آغاز از ۲۳ مه ۲۰۱۸), کپنهاگ (آغاز از ۲۲ مه ۲۰۱۸) |
| هواپیمایی قطر                           | حمد |
| الملکیه الاردنیه                        | ملکه علیا |
| رایان‌ایر                                | اوریو آل سریو، برلین شونفلد، بلوونی گوگلیلمو مارکونی، ام.آر. استفانیک، هنری کواندا، بوداپست فرنک لیست، خانیا، بروکسل جنوب شرلروآ، فرانکفورت (آغاز از 5 September ۲۰۱۷)، کاتوویتس (آغاز از ۲۹ اکتبر ۲۰۱۷), جان پل دوم کراکوف-بالیس (آغاز از ۲ نوامبر ۲۰۱۷), استانستد لندن، مالت، پوزنان-لاویکا (آغاز از ۳۰ اکتبر ۲۰۱۷)، رود، چمپینو، رم، ملی سادورینی، صوفیه، سالونیک، وارساو مادلن فصلی: دوبلین، ملی جزیره میکناس |
| هواپیمایی اسکاندیناوی                   | کپنهاگ، استکهلم-آرلاندا فصلی: گوتنبرگ-لاندوتر، گاردرموئن اسلو |
| Scoot                                   | چانگی سنگاپور |
| Sky Express                             | ملی جزیره استیپالایا، ملی جزیره کایاس، کورفو (آغاز از ۱ نوامبر ۲۰۱۷), هراکلین، ملی جزیره ایکاریا، ملی جزیره کالیمنوس، ملی جزیره کارپتاس، ملی کیتیرا آیلند، جزیره کوس (آغاز از ۱ نوامبر ۲۰۱۷), ملی میلوس آیلند، ملی جزیره نکساس، Paros، عمومی سیتیا، ملی جزیره اسکیاتوس، کلی جزیرخ سیروس، زاکینثوس فصلی: ملی جزیره میکناس، ملی سادورینی |
| سوئیس اینترنشنال ایرلاینز               | ژنو، زوریخ |
| تاروم                                   | هنری کواندا |
| ترانساویا.کام                           | اسخیپول آمستردام، آیندهوون |
| ترنسویا فرانس                           | اورلی فصلی: لیون-سینت اگزوپری، نانت آتلانتیک |
| TUIfly Belgium                          | فصلی: بروکسل |
| ترکیش ایرلاینز                          | آتاترک |
| Tus Air                                 | فصلی: حیفا |
| هواپیمایی بین‌المللی اوکراین             | بوریسپیل |
| یونایتد ایرلاینز                        | فصلی: لیبرتی نیوآرک |
| ولوتی                                   | فصلی: باری، کریستف کلمب جنوا، ملی جزیره میکناس، موتیلنه، پالرمو، ملی سادورینی، ونیز مارکو پولو |
| ویولینگ                                 | بارسلونا-ال پرات فصلی: لئوناردو دا وینچی-فیومیچینو |

### باری
| شرکت‌های هواپیمایی                   | مقصدهای پروازی                                          |
| ----------------------------------- | ------------------------------------------------------- |
| ASL Airlines Belgium                | اوریو آل سریو، لارناکا، لیژ                             |
| اطلس ایر                            | مونیخ                                                   |
| دی‌اچ‌ال اوییشن                       | لایپزیگ/هال، اوریو آل سریو، سالونیک                     |
| امارات اسکای‌کارگو                   | دوبی                                                    |
| فدکس اکسپرس                         | کلن بن، دوبی، شارل دوگل پاریس، بن گوریون                |
| لوفت‌هانزا کارگو                     | فرانکفورت                                               |
| الملکیه الاردنیه                    | ملکه علیا، لارناکا                                      |
| Swiftair                            | لارناکا، مادرید-باراخاس                                 |
| یوپی‌اس ایرلاینز                     | لیوبلیانا، میلانو مالپنسا، جان اف کندی، شارل دوگل پاریس |
| یوپی‌اس ایرلاینز اجرا توسط استار ایر | کپنهاگ، مونیخ                                           |